# Christian Wedell-Neergaard
 Der er flere personer med dette navn, se Christian Wedell-Neergaard (1899-1949).
Christian Jørgen Jens baron Wedell-Neergaard (født 8. juli 1956 i Borup) er en dansk politiker og godsejer, der var medlem af Folketinget fra 2004 til 2007, og som fra 2010 er medlem af regionsrådet i Region Sjælland, valgt for Det Konservative Folkeparti.
Wedell-Neergaard er søn af baron Jens Wedell-Neergaard og hustru. Han blev medlem af Folketinget for Roskilde Amtskreds 20. juli 2004, da han afløste Gitte Seebergs, da denne nedlagde sit mandat efter at være valgt til Europa-Parlamentet. I Folketinget var han partiets miljø- og finansordfører. 
Christian Wedell-Neergaard, som i 2010 blev kammerherre, er endvidere hofjægermester og formand for Danmarks Vej- og Bromuseums bestyrelse. Han er bosiddende på Svenstrup Gods.